# Funda Duval
Pour les articles homonymes, voir Duval.
Funda Duval est une actrice américaine.

## Filmographie
- 1999 : Dresden
- 2000 : The Beat (série télévisée)
- 2001 : Big Apple (série télévisée)
- 2001 : Law & Order: Criminal Intent (série télévisée) : Lois Romney
- 2001 : Third Watch (série télévisée) : Marci
- 2003 : In the Cut : la barmaid
- 2005 : Room : la fille russe
- 1993-2005 : Law & Order (série télévisée) : la manager du Club Manager
- 2006 : Jimmy Blue (court métrage)
- 2006 : Special Needs : Rita
- 2009 : Law & Order: Special Victims Unit (série télévisée) : Mrs. Lychkoff
- 2011 : Turbine : Drew
- 2013 : Concussion : Sarah
- 2014 : The Promise of Living (court métrage) : Gulfem
- 2014 : Before We Lose (court métrage) : Funda